# San Agustín, Villa de Arriaga
San Agustín är en ort i Mexiko.   Den ligger i kommunen Villa de Arriaga och delstaten San Luis Potosí, i den centrala delen av landet, 400 km nordväst om huvudstaden Mexico City. San Agustín ligger 2 141 meter över havet och antalet invånare är 292.
Terrängen runt San Agustín är platt åt nordost, men åt sydväst är den kuperad. Runt San Agustín är det glesbefolkat, med 19 invånare per kvadratkilometer. Närmaste större samhälle är Providencia de Guadalupe, 14,4 km söder om San Agustín. Omgivningarna runt San Agustín är i huvudsak ett öppet busklandskap.